# Metacynortoides scabrosus
Metacynortoides scabrosus is een hooiwagen uit de familie Cosmetidae.